# Tournefortia poasana
Tournefortia poasana är en strävbladig växtart som beskrevs av Georg Cufodontis. Tournefortia poasana ingår i släktet Tournefortia och familjen strävbladiga växter. Inga underarter finns listade i Catalogue of Life.